# Anne des mille jours
 (septembre 2022).
Pour plus de détails, voir Fiche technique et Distribution.
Anne des mille jours (titre original : Anne of the Thousand Days) est un film britannique réalisé par Charles Jarrott, sorti en 1969.

## Synopsis
Roi depuis près de vingt ans, Henri VIII d'Angleterre, marié à Catherine d'Aragon qui ne lui a donné qu'une fille, se console auprès de maîtresses occasionnelles. Au cours d'une fête, il fait la connaissance d'une dame de compagnie de sa femme, Anne Boleyn, fille de Thomas Boleyn et sœur de l'une de ses anciennes maîtresses. Le roi tombe sous le charme et demande alors à son chancelier, le cardinal Wolsey, de faire le nécessaire pour l'attirer à lui.
Wolsey se rend donc chez Thomas Boleyn qui ne peut qu'acquiescer à la demande royale. Anne, fiancée à un jeune duc, refuse cependant de devenir la concubine du souverain. Celui-ci casse les fiançailles et commence une cour assidue qui devient de plus en plus pressante. Anne finit par lui déclarer qu'elle ne se donnera à lui que si elle devient sa légitime épouse.
Wolsey part ensuite pour Rome demander le divorce de son souverain mais, le pape, prisonnier de l'empereur du Saint Empire et roi d'Espagne Charles Quint, neveu de Catherine d'Aragon, n'ose pas le prononcer. Déçu par Wolsey, Henri VIII le démet de son poste. Son nouveau conseiller, Thomas Cromwell, lui propose alors de devenir chef de l'Église d'Angleterre, ce qui lui permettra de prononcer lui-même son divorce. Henri VIII se sépare donc de l'Église catholique, se mettant à dos une partie de ses sujets.
Le roi épouse enfin Anne Boleyn qui avait fini par lui faire l'amour peu de temps auparavant. Elle tombe enceinte mais donne naissance à une fille, la future Élisabeth Ire. Obsédé par son désir d'avoir un héritier mâle, Henri commence à se désintéresser de sa femme et regarde une autre dame de compagnie. Anne retombe cependant enceinte mais donne naissance à un fils mort-né.
Henri VIII est cette fois bien décidé à divorcer de nouveau mais Thomas Cromwell lui conseille une autre solution. Anne est bientôt arrêtée et emmenée à la Tour de Londres. Accusée d'adultère avec un ancien ménestrel et d'autres courtisans ainsi que d'inceste avec son frère, elle passe en procès mais les actes d'accusation paraissent vite peu crédibles. Le roi va la trouver dans son cachot et tente de la persuader d'accepter un divorce mais la reine refuse. Il finit par signer son acte d'exécution. Anne Boleyn est décapitée alors qu'au même moment, la petite Élisabeth s'exerce à marcher comme une princesse dans une des allées du palais.

## Fiche technique
- Titre : Anne des mille jours
- Titre original : Anne of the Thousand Days
- Réalisation : Charles Jarrott
- Scénario et adaptation : Bridget Boland, John Hale et Richard Sokolove d'après la pièce de Maxwell Anderson
- Photographie : Arthur Ibbetson
- Montage : Richard Marden
- Musique : Georges Delerue
- Son : John Aldred
- Direction artistique : Lionel Couch et Maurice Carter
- Décors : Peter Howitt, Patrick McLoughlin
- Costumes : Margaret Furse
- Maquillage : Tom Smith
- Casting : Sally Nicholl
- Producteur : Hal B. Wallis
- Producteur associé : Richard McWhorter
- Société de production : Hal Wallis Productions
- Sociétés de distribution : Rank Film Distributors (Royaume-Uni), Universal Pictures (États-Unis, France), Cinema International Corporation (CIC) (Suède)
- Budget : 2 068 232 US $
- Pays d'origine :  Royaume-Uni
- Langue : Anglais
- Format : couleur (Technicolor) – 35 mm – 2,20:1 / 2,35:1 – mono (Westrex Recording System) / 70 mm 6-Track / 4-Track Stereo
- Genre : Film dramatique, Film biographique, Film historique
- Durée : 145 minutes
- Dates de sortie : 
  - États-Unis : 18 décembre 1969
  - Royaume-Uni : 23 février 1970 (Londres) (Royal Film Performance) / 24 février 1970 (sortie nationale)
  - France : 26 août 1970

## Distribution
- Richard Burton (V.F : Gabriel Cattand) : Henry VIII
- Geneviève Bujold (V.F : Elle-même)  : Anne Boleyn
- Irène Papas (V.F : Nathalie Nerval) : La reine Catherine d'Aragon
- Anthony Quayle (V.F : André Valmy) : Le cardinal Thomas Wolsey
- John Colicos (V.F : Hubert Noel) : Thomas Cromwell
- Michael Hordern (V.F : Jean-Henri Chambois) : Thomas Boleyn
- Katharine Blake : Élisabeth Boleyn
- Valerie Gearon : Mary Boleyn
- Michael Johnson (V.F : Michel Le Royer) : George Boleyn
- Peter Jeffrey (V.F : Jean-Louis Jemma) : Duc de Norfolk
- Joseph O'Conor (V.F : Louis Arbessier) : Bishop Fisher
- William Squire (V.F : Jacques Thébault) : Thomas More
- Esmond Knight (V.F : Yves Brainville) : Kingston
- Elizabeth Taylor : Une courtisane
- Kynaston Reeves : Willoughby
- Marne Maitland : Campeggio
- Nora Swinburne : Lady Kingston
- T.P. McKenna : Norris
- Vernon Dobtcheff (V.F : Michel Gudin) : Mendoza l'ambassadeur
- Terence Wilton (V.F : Claude Giraud) : Lord Harry Percy
- Terence Mountain (V.F : Claude Joseph) : Le Bourreau

## Production

### Genèse
Le scénario du film est basé sur la pièce de théâtre de Maxwell Anderson Ann of the Thousand Days qui a été produite à Broadway du 8 décembre 1948 au 8 octobre 1949 avec en tout 288 représentations.

### Attribution des rôles
Le rôle d'Anne Boleyn a d'abord été proposé à Olivia Hussey qui l'a refusé à cause de problèmes personnels. Le rôle a ensuite été offert à Faye Dunaway et Julie Christie qui l'ont refusé aussi. Egalement à l'actrice Claude Jade qui faisait un voyage à Londres pour rencontrer Richard Burton. L'actrice jouant le rôle de la courtisane dérangeant Catherine d'Aragon en prières est Elizabeth Taylor, non créditée dans le générique. Kate Burton, la fille de Richard Burton qui avait 12 ans à l'époque a un petit rôle dans le film.

### Tournage
Les scènes intérieures ont été tournées à Pinewood Studios à Iver Heath dans le Buckinghamshire. Les scènes de chasse ont été tournées dans Richmond Park dans le Surrey, le plus grand parc de la banlieue londonienne. Les Jardins Tudor sont ceux de Penshurst Place à Penshurst. Le château de Thomas Boleyn est le château d'Hever. Les scènes ayant rapport avec le Palais de Placentia ont été tournées au National Maritime Museum de Londres qui était à l'époque le Royal Naval College.

## Distinctions

### Récompenses
- Oscars 1970 : 
  - Meilleurs costumes
- Golden Globes 1970 :
  - Meilleur réalisateur
  - Meilleur film dramatique
  - Milleure actrice dans un film dramatique
  - Meilleur scénario

### Nominations
- Oscars 1970 : 
  - Meilleur film
  - Meilleur acteur pour Richard Burton
  - Meilleure actrice pour Geneviève Bujold
  - Meilleur acteur dans un second rôle pour Anthony Quayle
  - Meilleur scénario adapté
  - Meilleure musique d'un film non musical
  - Meilleure photographie
  - Meilleurs décors
  - Meilleur son
- American Cinema Editors 1970 (États-Unis) :
  - Meilleur montage (en)
- BAFTA 1971 :
  - Meilleure direction artistique
  - Meilleurs costumes
- Golden Globes 1970 :
  - Meilleur acteur pour Richard Burton
  - Meilleure musique originale
  - Meilleur acteur dans un second rôle pour Anthony Quayle
- Writers Guild of America Awards 1970 :
  - Meilleur scénario adapté